# 谢子超
谢子超，字仲升，号四松先生，乾隆年间青州名医，著《四松斋诗文集》《四松斋赠言》。